# علیرضا رحیمی (سیاستمدار)
علیرضا رحیمی (زاده ۱۳۴۷ شوشتر) سیاستمدار اصلاح‌طلب ايرانی، عضو بنیاد باران و دبیر شورای‌عالی نوجوانان و جوانان از دی ۱۴۰۳ است. وی پیش‌تر نماینده حوزه انتخابیه تهران، ری، شمیرانات، اسلامشهر و پردیس در دهمین دوره مجلس شورای اسلامی بوده‌است‌. رحیمی در دوران نمایندگی عضو هیئت رئیسه مجلس شورای اسلامی و دارای مدرک کارشناسی ارشد حقوق بین‌الملل است.

## نماینده تهران در مجلس دهم
در دهمین دوره انتخابات مجلس شورای اسلامی، علیرضا رحیمی، در لیست امید در تهران حضور داشت و توانست با کسب ۱٬۱۱۴٬۸۳۹ رأی، در رتبهٔ بیست و نهم تهران، وارد مجلس دهم شود.
علیرضا رحیمی، عضو فراکسیون امید است. وی را گاهی با مهدی طحانیان اشتباه می‌گیرند. مهدی طحانیان نوجوانی بود که شرط مصاحبه با خبرنگار هندی را محجبه شدن او قرار داد و در آن زمان آن خبرنگار مجبور شد حجاب خود را رعایت کند. همرزمش علیرضا رحیمی در آن زمان این شعر را خواند.
«ای زن به تو از فاطمه این گونه خطاب است ارزنده‌ترین زینت زن حفظ حجاب است»
در ۱۲ آذر ۱۳۹۸، رحیمی برای شرکت در یازدهمین دوره انتخابات مجلس شورای اسلامی ثبت نام کرد. 

## سوابق
- مشاور معاون اجرایی رئیس‌جمهور در دولت یازدهم
- عضو بنیاد باران
- عضو هیئت پژوهشی مؤسسه مطالعات و پژوهش‌های بازرگانی
- ۲ سال سابقه آزادگی
- جانباز ۵۵٪.[۳]